# The Worst (album de Tech N9ne)
Pour les articles homonymes, voir The Worst.
Albums de Tech N9ne
The Calm Before the Storm
(1999) Anghellic
(2001)
The Worst est le deuxième album studio du rappeur Tech N9ne, sorti en 2000 et réédité le 2 octobre 2001, sous le nom The Worst: 2K Edition.

## Liste des titres
| No  | Titre                                                               | Durée |
| --- | ------------------------------------------------------------------- | ----- |
| 1.  | Stamina (Intro)                                                     | 0:14  |
| 2.  | Trauma (featuring Hannibal Bear Lector et Rock Money)               | 4:08  |
| 3.  | Planet Rock 2K (Original Version)                                   | 4:45  |
| 4.  | Thugged Out (featuring Gonzoe, Phats Bossi, Poppa L.Q. et Yukmouth) | 5:02  |
| 5.  | Walk These Shoes                                                    | 3:51  |
| 6.  | They're All Gonna Laugh at You                                      | 4:51  |
| 7.  | Niggas                                                              | 4:11  |
| 8.  | Why?                                                                | 0:42  |
| 9.  | Mad Confusion (featuring Hannibal Bear Lector)                      | 2:33  |
| 10. | One Night Stand                                                     | 5:24  |
| 11. | Get Blowed                                                          | 6:44  |
| 12. | I Didn't Lie (featuring Lamani)                                     | 5:00  |
| 13. | Mind of a Killer                                                    | 1:05  |
| 14. | The Worst (featuring Law et Kemani)                                 | 4:55  |
| 15. | S.I.M.O.N. Says                                                     | 4:52  |
| 16. | Fucked Up Day (interprété par Charmelle Cofield)                    | 4:31  |
| 17. | Fucked Up Day (featuring Paul Law)                                  | 4:38  |